# Ratna Vajra Rinpoche

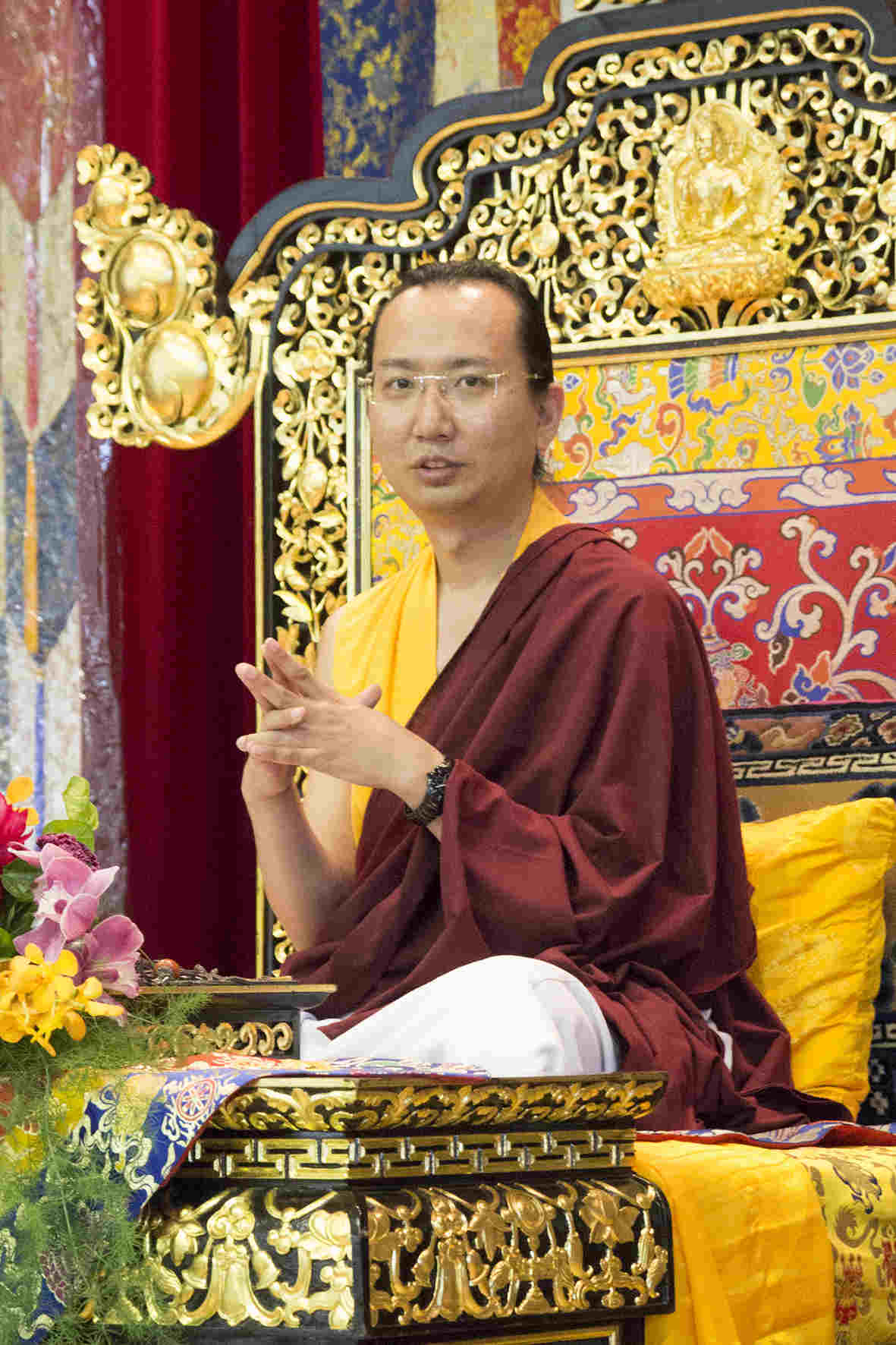
Ratna Vajra Rinpoche

Ratna Vajra Rinpoche (Deradum, 19 de novembro de 1974) foi o 42.º Sakya Trizin, considerado um dos mais qualificados mestres de linhagem das tradições esotéricas e exotéricas da filosofia e meditação budista. Ele é descendente do famoso Clã Khön no Tibete, que mantém uma linha ininterrupta de grandes e famosos mestres há mais de mil anos. Ele é o filho mais velho de 41.º Sakya Trizin Ngawang Kunga Tegchen Palbar. Ele ensina Budismo e viaja pela Europa, Ásia, Austrália, Nova Zelândia e América do Norte. Ratna Vajra foi empossado como diretor da Escola Sakya em 9 de março de 2017. Em 16 de março de 2022, o trono Sakya foi passado por Ratna Vajra para seu irmão mais novo, Gyana Vajra, que se tornou o 43.º Sakya Trizin.